# Musorgskij (film)
Musorgskij (russisk: Мусоргский) er en sovjetisk film fra 1950 af Grigorij Rosjal.

## Medvirkende
- Aleksandr Borisov som Modest Mussorgskij
- Nikolaj Tjerkasov som Vladimir Stasov
- Vladimir Balasjov som Balakirev
- Jurij Leonidov som Aleksandr Borodin
- Andrej Popov som Nikolaj Rimskij-Korsakov